# Филипс, Питер
Питер Фи́липс  (англ. Philips, Phillipps, Phillips; 1560 или 1561, Лондон? — 1628, Брюссель) — английский композитор позднего Возрождения и раннего барокко. Работал преимущественно в Нидерландах.

## Биография
Точная дата рождения неизвестна. В 1574 г. Филипс — хорист в кафедральном соборе св. Павла в Лондоне, где его обучал музыке органист и капельмейстер собора Себастьян Уэсткот, занимавшийся также религиозным воспитанием юноши. Позже, возможно, Филипс брал уроки музыки у У.Бёрда. Первое музыкальное сочинение Филипса — павана в Вирджинальной книге Фицуильяма (с надписью «The first [that] ever Phi[lips] mad[e]»), судя по большому количеству её современных обработок, принесла немедленную популярность автору. Правоверный католик, в 1582 г. Филипс бежал из Англии на континент, в Брюссель, а затем в Рим, где оставался (среди других англичан-беженцев) в 1582-85 гг. Во время пребывания в Риме, вероятно, стажировался у Ф. Анерио.
В 1585 г. Филипс поступил на службу лорда Томаса Пейджета (Thomas Paget), в свите которого в 1585-90 совершил поездку по нескольким крупным европейским городам (Генуя, Париж, Мадрид, Брюссель, Антверпен). После смерти хозяина (в 1590) в 1591 г. Филипс обосновался в Антверпене, зарабатывая на жизнь уроками игры на вирджинале. В том же году выступил редактором сборника мадригалов «Melodia Olympica» (издан П. Фалезом), в который наряду с мадригалами Маренцио, Палестрины и других (менее известных) итальянских композиторов включил и 3 собственных мадригала. В 1593 г. посетил Амстердам, где познакомился и плодотворно общался со Свелинком. В том же году был обвинён в заговоре против королевы Елизаветы, арестован и заключён в гаагскую тюрьму, где сочинил павану и гальярду с подзаголовком «Dolorosa» (ещё одно известное сочинение Филипса). В конце того же года был реабилитирован и вернулся в Антверпен.
В 1596 г. Филипс выпустил первый сборник («книгу») собственных (шестиголосных) мадригалов, на итальянские тексты; в них музыковеды отмечают прямое влияние мадригального стиля Маренцио. В 1597 году в поступил на службу органиста в капелле эрцгерцога Альбрехта, двор которого находился в Брюсселе. В 1609 Филипс был рукоположён в сан священника; впрочем, о его позднейшей деятельности в качестве священника ничего не известно. На посту органиста продолжал заниматься сочинением музыки, о чём свидетельствует ряд сборников светской и духовной музыки, напечатанных в 1598, 1609, 1613, 1615 (сб. обработок популярных песен «Les rossignols spirituels»), 1616, 1623 гг. В год смерти Филипса (1628) был издан крупнейший по объёму сборник его музыки, содержащий 106 барочных мотетов (с партией basso continuo) под названием «Paradisus sacris cantionibus».

## Творчество
Филипс писал во многих жанрах духовной и светской музыки, типичных для его времени. Лучшая часть его клавирной музыки (19 пьес, в том числе обработки чужих сочинений) в «Вирджинальной книге Фицуильяма» написана в традициях английских вирджиналистов: «Первая» павана (№ 85), Павана и гальярда «Dolorosa» (№ 80, 81), Павана и гальярда «Paget» (№ 74, 75; на смерть патрона Филипса, лорда Пейджета). В мадригалах, наоборот, Филипс явно придерживался «первой практики» итальянского мадригала. В отличие от современных английских мадригалистов, Филипс писал мадригалы на итальянские тексты (например, «Nero manto vi cinge»). Стилистически разнообразны его многочисленные мотеты на латинские духовные тексты (по тогдашней традиции они именовались «Cantiones sacrae»). Среди них образцы консервативной техники на cantus firmus («Pater noster»), контрафактура его же мадригала (как мотет «Vulnera manuum», контрафактура мадригала «Ditemi, o diva mia»). Мастер полифонического письма, Филипс был равно силён как в имитационной (канонический «Viae Syon lugent»), так и в старогомофонной («O beatum et sacrosanctum diem») фактуре. Мотеты в поздних сборниках (особенно в «Paradisus») представляют собой барочные соло, дуэты и трио в сопровождении цифрованного баса, похожие скорее на небольшие кантаты (некоторые, как «O fons vitae» и «Veni sponsa Christi» — с явным акцентом на виртуозность концертирующего исполнителя), чем на мотеты старых нидерландских мастеров.